# Cinq de Chōshū

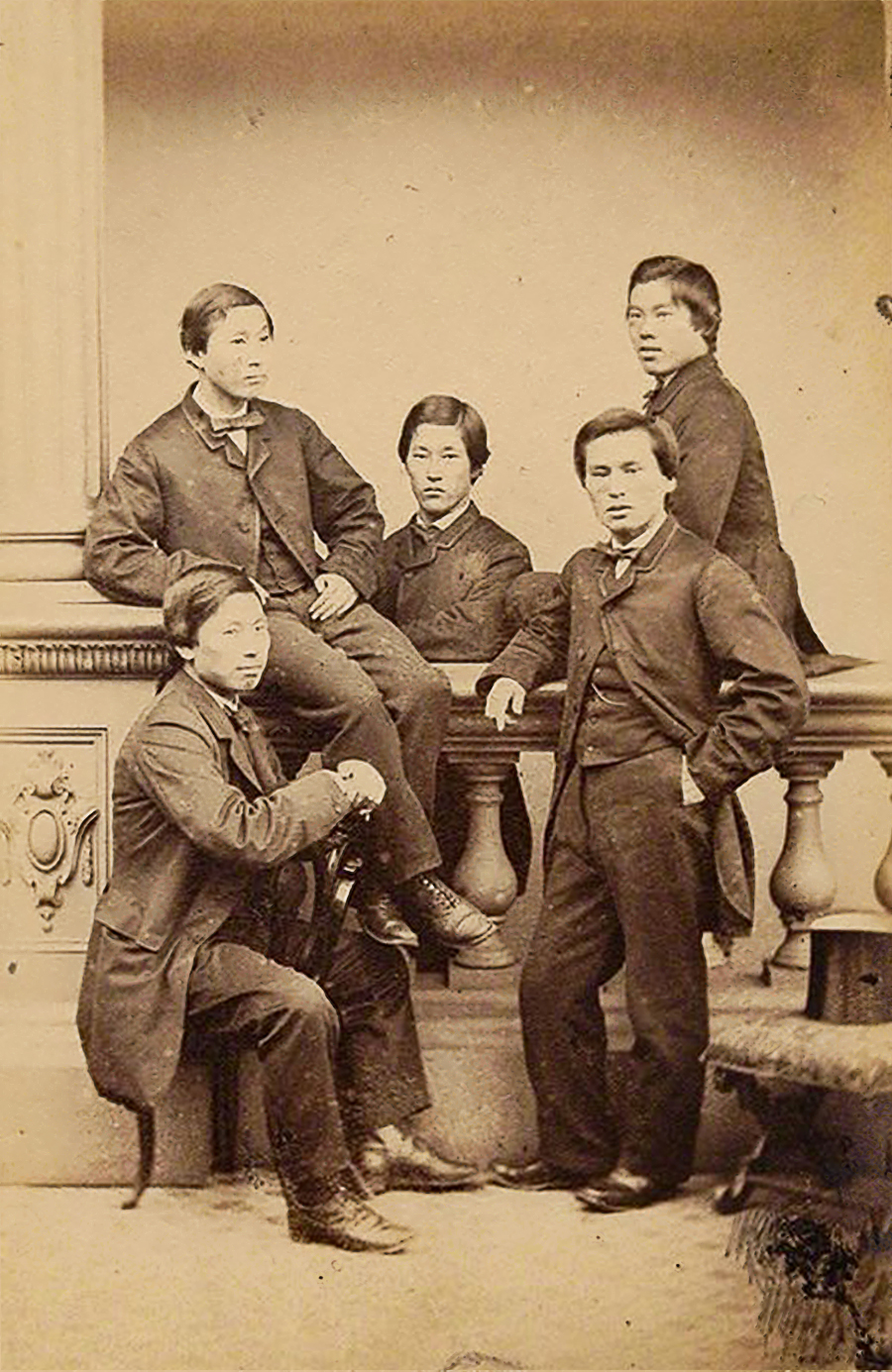
Les cinq de Chōshū à Londres en 1863.

Les cinq de Chōshū (長州五傑, Chōshū Goketsu) sont des membres du domaine de Chōshū à l'ouest du Japon qui étudièrent au Royaume-uni à partir de 1863 à l'University College de Londres auprès du professeur Alexander William Williamson. Il était à cette époque illégal au Japon de voyager à l'étranger et la politique d'isolement fut renforcée jusqu'à la restauration de Meiji de 1868.

## Voyage au Royaume-Uni

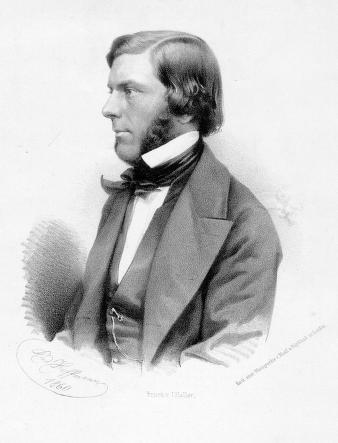
Alexander William Williamson

Thomas Blake Glover, ainsi qu'un certain M. Weigal, directeur de la branche de Yokohama de Jardine Matheson, aide les jeunes étudiants de Chōshū, déguisés en marins britannique, à monter sur le navire du capitaine J. S. Gower, plutôt réticent, pour 1000 ryō chacun, à destination de Shanghai où ils séjournent sur un navire chargé d'opium avant de se séparer en deux groupes pour le long voyage vers Londres.
Lorsqu'ils atteignent l'Angleterre, les étudiants sont présentés par Hugh Matheson au professeur Alexander William Williamson.
Inoue Kaoru et Itō Hirobumi, qui deviendront des hommes politiques très importants au Japon, travaillent comme matelots à bord du navire Pegasus dans le voyage vers l'Europe. Ils rentrent au Japon plus tôt que les trois autres lorsqu'ils apprennent que le domaine de Chōshū est sous la menace d'une attaque des puissances alliées occidentales pour avoir essayé de fermer le détroit de Shimonoseki aux navires étrangers.

## Les cinq membres
| Nom                      | Image                      | Note |
| ------------------------ | -------------------------- | --- |
| Itō Shunsuke 伊藤 博文   | Portrait de Itō Shunsuke   | Plus tard nommé Itō Hirobumi, il participe à de nombreux gouvernements de la restauration Reiji et les dirige en tant que premier ministre à quatre reprises entre 1885 et 1901.    |
| Inoue Monta 井上 馨      | Portrait de Inoue Monta    | Plus tard dénommé Inoue Kaoru, il participe aux gouvernements de la restauration Meiji, notamment en tant que ministre des Affaires étrangères (1879-1887)                          |
| Yamao Yōzō 山尾 庸三     | Portrait de Yamao Yōzō     | Après la restauration Meiji, il dirige brièvement les chantiers navals de Yokohama, est vice-ministre des Travaux publics et fonde plusieurs écoles et départements universitaires. |
| Endō Kinsuke 遠藤 謹助   | Portrait de Endō Kinsuke   | Il devient dirigeant de la nouvelle Monnaie du Japon à Osaka de 1881 à 1883. |
| Nomura Yakichi 野村 弥吉 | Portrait de Nomura Yakichi | Plus tard nommé Inoue Masaru, il dirige le conseil des chemins de fer et joue un grand rôle dans le développement du réseau ferroviaire japonais.                                   |

## Film
Un film intitulé Les cinq de Chōshū est sorti au Japon en janvier 2007. Il reçoit le grand prix Remi au festival international de cinéma de WorldFest-Houston (en).